# Jonathan Scott-Taylor
Jonathan Scott-Taylor (São Paulo, 6 de março de 1962) é um ator britânico nascido no Brasil.

## Carreira
Em 1977, foi escolhido para fazer o papel de Damien (The Omen), com base em seu desempenho como Ronnie Winslow em The Winslow Boy (1977). Em 1978, estreou no cinema Damien: Omen II. Em 1983 apareceu em uma produção britânica de Henry V como Kenneth Branagh. Ironicamente, fez o papel de Jesus Cristo em uma produção teatral, Tem uma irmã mais velha.